# Point of No Return (1995)
Point of No Return é um filme australiano de 1995 sobre um ex-soldado que foge da prisão para investigar o assassinato de seu irmão.